# 나스닥 스톡홀름

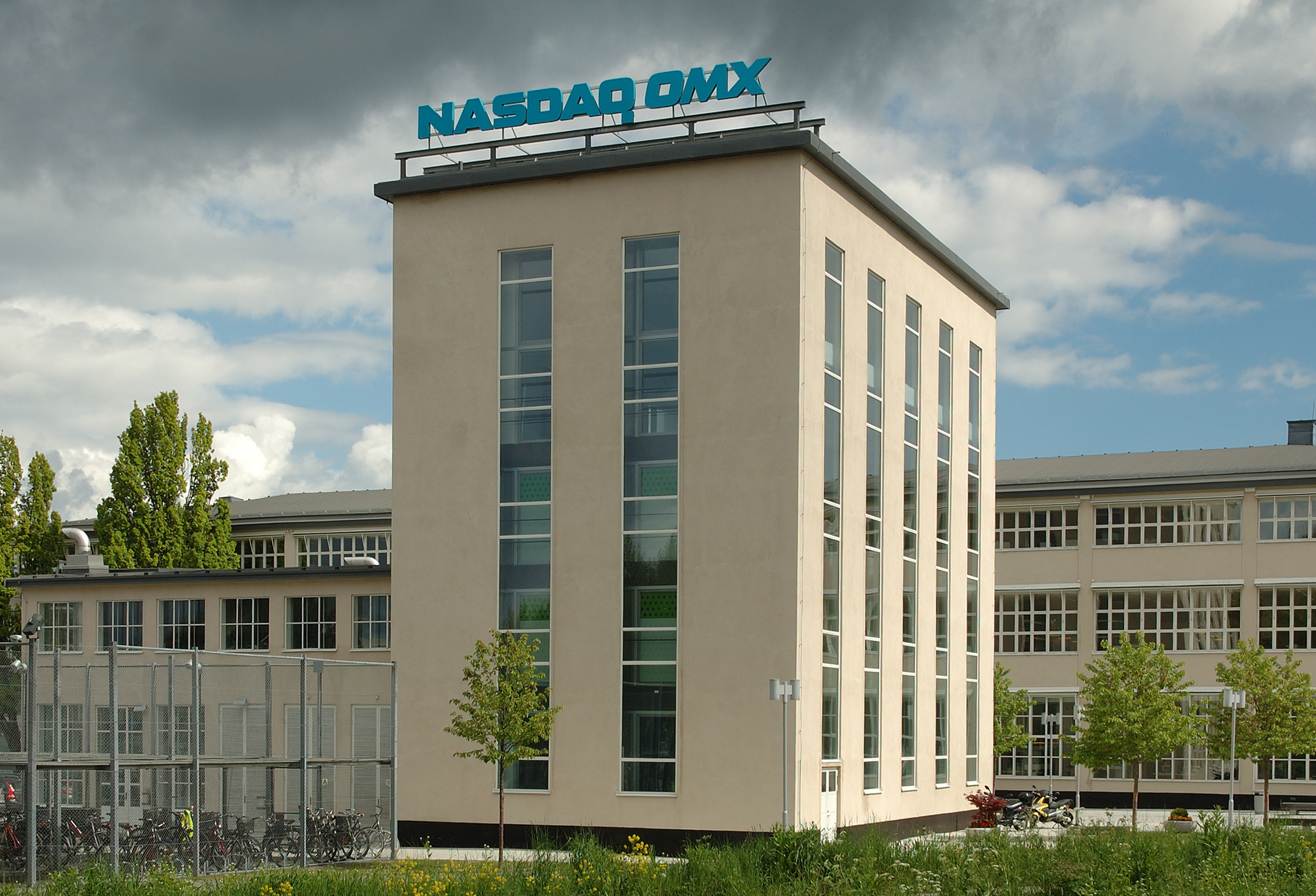

나스닥 스톡홀름 AB(Nasdaq Stockholm AB)는 예전에는 스톡홀름 증권거래소(스웨덴어: Stockholmsbörsen)로 불려진 스웨덴의 증권거래소이다. 1863년에 설립되었고, 북유럽 국가들의 주요 증권거래소가 되었다. 300개 이상의 기업이 거래품목에 있다.
스톡홀름 증권거래소는 1998년 선물거래소 OM에 인수되었다. 2003년 OM이 헬싱키 증권거래소와 합병해 지금의 OMX를 형성한 후, 스톡홀름과 헬싱키 증권거래소의 영업은 합병되었다. 2008년부터 스톡홀름 증권거래소는 나스닥 주식회사(옛 나스닥 OMX 그룹)와 나스닥 노르딕의 일부가 되었다. 2014년 10월 현재 거래소는 나스닥 OMX 스톡홀름 AB라는 법적 이름으로 운영되고 있다(2015년 나스닥 스톡홀름 AB로 개명).

## 같이 보기
- 나스닥 노르딕
- 나스닥 코펜하겐
- 나스닥 헬싱키
- 나스닥 빌뉴스
- 나스닥 리가
- 나스닥 탈린
- 나스닥 아이슬란드